# Tacca ankaranensis
Espèce
Tacca ankaranensis est une espèce de la famille des Dioscoreaceae. C'est une espèce proche de l'igname endémique de Madagascar. Il a été découvert dans la réserve spéciale d'Ankarana au Nord de Madagascar.

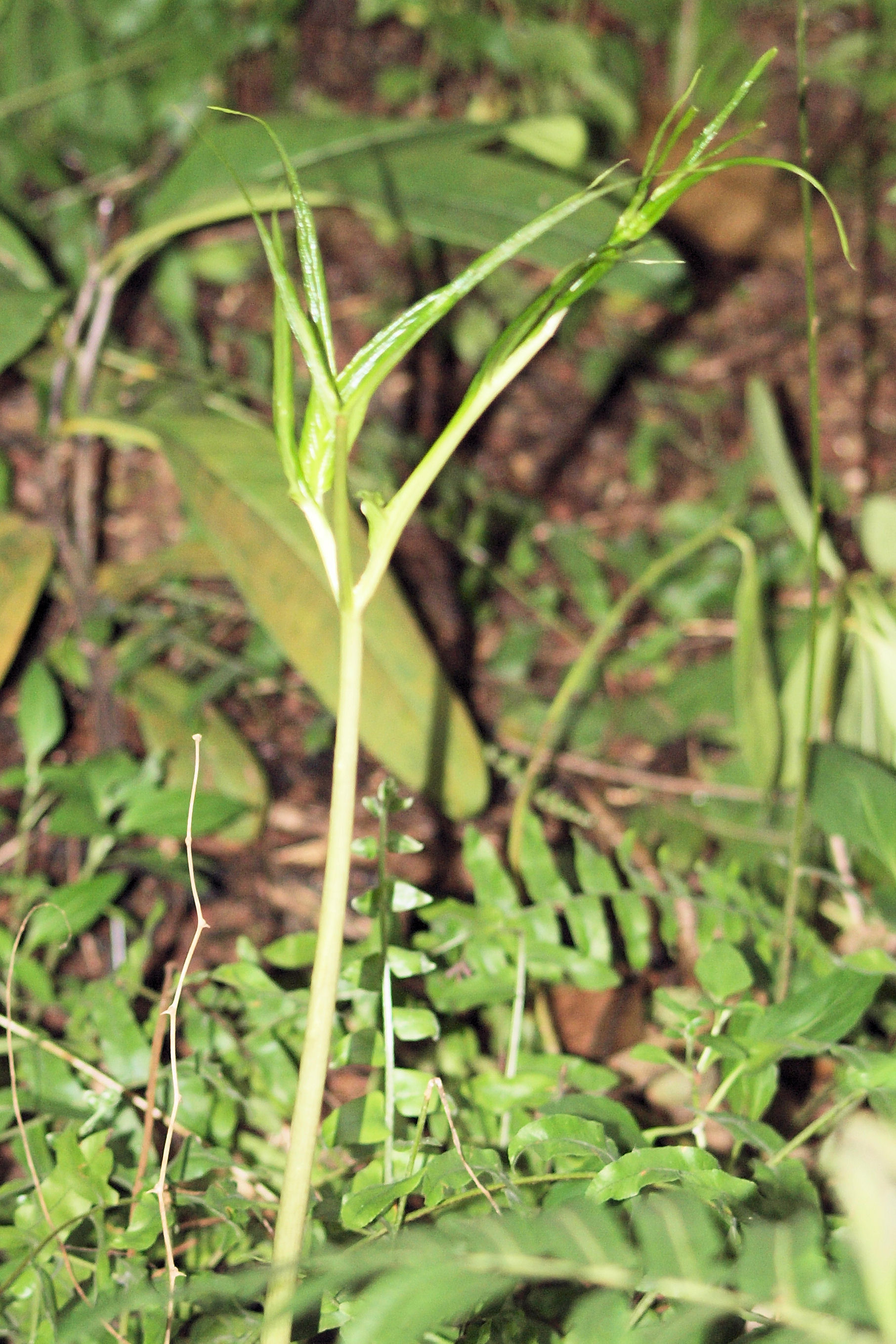

Il a été décrit par Martine Bardot-Vaucoulon,.

## Systématique
Le nom correct complet (avec auteur) de ce taxon est Tacca ankaranensis Bard.-Vauc..